# Myosorex varius
Myosorex varius är en däggdjursart som först beskrevs av Smuts 1832.  Myosorex varius ingår i släktet Myosorex och familjen näbbmöss. Inga underarter finns listade i Catalogue of Life. Vid artens beskrivning listades den i släktet Sorex.

## Utseende
Arten har en absolut längd av cirka 12,6 cm, inklusive en cirka 4,3 cm lång svans. Vikten ligger vid 12 g. I vissa regioner som vid Drakensberg är honor tydlig mindre och lättare än hanar och i andra regioner är båda kön ungefär lika stora. Dessutom är individer i låglandet större än individer i bergstrakter. Pälsen har på ovansidan en brun till grå färg och undersidan är ljusare till vitaktig. Buken kan ha gula nyanser. Gränsen mellan den mörka ovansidan och den ljusa undersidan är otydlig. Liksom andra näbbmöss har arten en spetsig nos, små ögon och avrundade öron. Myosorex varius har en ganska kort svans som är ljusare på undersidan. Honans 6 spenar är ordnade i par och de ligger vid ljumsken.

## Utbredning och habitat
Denna näbbmus förekommer i Sydafrika i ett bredare band längs kusten samt i Lesotho och Swaziland. Habitatet varierar mellan skogar, buskskogar och mera öppna landskap. Typiska växter i regionen tillhör proteasläktet, klockljungssläktet och hedblomstersläktet.

## Ekologi
Myosorex varius är vanligen aktiv mellan skymningen och gryningen men under kalla årstider kan den även vara dagaktiv. Den vilar i underjordisk bon som ofta övertas av en mullvadsgnagare. Boet anpassas sedan till de egna behoven. I ett klotrunt rum skapas sedan ett näste av gräs. Under parningstiden lever oftast ett par i boet men det sociala beteende utanför parningstiden är inte bra utrett. Allmänt är näbbmöss aggressiva mot varandra. Reviret är 0,08 till 0,2 hektar stort och markeras med körtelvätska från hakan samt med avföring. Dessutom har exemplaren en lukt som kan uppfattas av människor över flera meter. För pälsvården används fram- och baktassar samt tungan.
Födan utgörs främst av insekter och deras larver samt av andra ryggradslösa djur som spindlar. I mindre mått äter arten kadaver, bland annat av gnagare och dessutom registrerades kannibalism. Näbbmusen har olika fiender som ugglor, manguster och andra medelstora rovdjur. I viss mån ingår gröna växtdelar i födan, särskild under parningstiden. Typiska insekter som jagas är skalbaggar, steklar, gräshoppor och fjärilslarvar.
Fortplantningstiden sträcker sig främst över våren och sommaren (september till mars på södra jordklotet) men undantag är kända. Per kull föds 2 till 5 ungar, oftast 3. Efter 10 till 13 dagar gör de utflykter i den för flera näbbmöss typiska gåsmarschen där individ håller sig fast vid stjärten av den föregående individen. Efter 20 till 25 dagar slutar honan helt med digivning. Livslängden i naturen uppskattas vara 12 till 16 månader. Exemplar i fångenskap levde upp till 2,5 år.

## Hot
För beståndet är inga hot kända och hela populationen anses vara stabil.  IUCN kategoriserar arten globalt som livskraftig.